# Cartan-matrix
In de lineaire algebra, een deelgebied van de wiskunde, heeft de term Cartan-matrix drie betekenissen. Al dezen zijn vernoemd naar de Franse wiskundige Élie Cartan. In feite werden Cartan-matrices in het kader van de Lie-algebra's als eerste onderzocht door de Duitse wiskundige Wilhelm Killing, terwijl de Killing-vorm weer te danken is aan Élie Cartan.

## Lie-algebra's
Een veralgemeende Cartan-matrix is een vierkante matrix {\displaystyle A=(a_{ij})} met geheeltallige elementen zodanig dat
1. Voor diagonale elementen, {\displaystyle a_{ii}=2}.
2. Voor niet-diagonale elementen, {\displaystyle a_{ij}\leq 0}.
3. {\displaystyle a_{ij}=0} dan en slechts dan als {\displaystyle a_{ji}=0}
4. {\displaystyle A} kan geschreven worden als {\displaystyle DS}, waar {\displaystyle D} een diagonaalmatrix is en {\displaystyle S} een symmetrische matrix is.